# О, счастливчик! (фильм, 2009)
«О, счастливчик!» — офисная комедия. Премьера состоялась 1 октября 2009 года.

## Съёмки
В основе сценария фильма лежит повесть Дмитрия Алейникова «Ось ординат». Съёмки картины проводились в Киеве, Крыму, Подгорецком замке (Бродовский район Львовской области).

## Сюжет
Славик — обычный парень. В 26 лет он находит свою жизнь пустой и неинтересной. Не имея приличной работы, он не может найти себе девушку. Славик любит экстрим, и в какой-то момент он решил просто постоять на краю моста.
Но неожиданно появляются два джентльмена: Олег Генрихович и Константин Германович, которые думают, что Славик хочет покончить с собой. Они убеждают Славика в том, что самоубийство — не выход из сложившейся ситуации. Они предлагают ему самому создать себе новую биографию, в которую входят знание иностранных языков, окончание «Брейнстоунского университета» и работа в Италии.
С такими данными его берут на работу в крупную компанию директором по работе с регионами. Ему предлагают начать новую благополучную жизнь. И у Славика тут же появляются новые проблемы.
Оказывается, что «волшебники» Олег и Константин вроде как не хотели Славику счастья, а хотели, чтобы он умер по-мужски. Его всё больше достают неприятности, а его новая девушка Алиса тратит все деньги, которые у неё появляются.
Славик понимает, что так продолжаться больше не может, бросает свою «сказочную» работу и возвращается к прошлой жизни, вытащив из виртуального мира своего друга Морфеуса. Теперь им эта жизнь кажется полной красок.
В итоге выясняется, что «старички» чередой интересных приключений привели его к устройству личной жизни с нормальной девушкой.

## В ролях
- Михаил Тарабукин — Славик Разбегаев
- Поля Полякова — Алиса Грэсь
- Владимир Меньшов — Олег Генрихович
- Сергей Шакуров — Константин Германович
- Владимир Кристовский — Морфеус
- Максим Коновалов — Толстый
- Алексей Панин — Худой
- Андрей Мерзликин — Саня-Фрегат
- Игорь Коваленко — Аслан
- Семён Фурман — директор Виктор Сергеевич
- Вячеслав Разбегаев — агент Майкл
- Александр Баширов — Перельман
- Сергей Векслер — Рамиз
- Армен Джигарханян — дед Рамиза
- Елена Лабутина — Лена

## Выпуск фильма
Премьера фильма прошла на кинофестивале «Кинотавр» в 2009 году.
Фильм стал первым, созданным компанией «Star Media».
В российский прокат картина вышла тиражом 300 копий при поддержке компании «Наше кино» 1 октября 2009 года. Всего фильм собрал в прокате $ 959 944, тем самым не окупив своего бюджета в $1 500 000.
На DVD картина вышла 22 октября 2009 года, а на «Blu-Ray» — 11 марта 2010 года.